# Nanoarchaeota
Nanoarchaeota Huber et al., 2002 è un phylum di archeobatteri. Comprende microrganismi molto piccoli (0,4 micron; 1% di Escherichia coli). Hanno un genoma che rispetto all'E. coli è 1/10. Hanno un'informazione per la biosintesi di amminoacidi e sono parassiti.